# Éliminatoires de la Coupe du monde de football 2010, zone Europe, groupe 6
Cet article donne les résultats des matches du groupe 6 de la zone Europe du tour préliminaire de la coupe du monde de football 2010.

## Classement
| Rang | Équipe      | Pts | J  | G | N | P  | Bp | Bc | Diff |  | Résultats (▼ dom., ► ext.) |     |     |     |     |     |     |
| ---- | ----------- | --- | -- | - | - | -- | -- | -- | ---- |  | -------------------------- | --- | --- | --- | --- | --- | --- |
| 1    | Angleterre  | 27  | 10 | 9 | 0 | 1  | 34 | 6  | +28  |  | Angleterre                 |     | 2-1 | 5-1 | 3-0 | 5-1 | 6-0 |
| 2    | Ukraine     | 21  | 10 | 6 | 3 | 1  | 21 | 6  | +15  |  | Ukraine                    | 1-0 |     | 0-0 | 1-0 | 2-1 | 5-0 |
| 3    | Croatie     | 20  | 10 | 6 | 2 | 2  | 19 | 13 | +6   |  | Croatie                    | 1-4 | 2-2 |     | 1-0 | 3-0 | 4-0 |
| 4    | Biélorussie | 13  | 10 | 4 | 1 | 5  | 19 | 14 | +5   |  | Biélorussie                | 1-3 | 0-0 | 1-3 |     | 4-0 | 5-1 |
| 5    | Kazakhstan  | 6   | 10 | 2 | 0 | 8  | 11 | 29 | -18  |  | Kazakhstan                 | 0-4 | 1-3 | 1-2 | 1-5 |     | 3-0 |
| 6    | Andorre     | 0   | 10 | 0 | 0 | 10 | 3  | 39 | -36  |  | Andorre                    | 0-2 | 0-6 | 0-2 | 1-3 | 1-3 |     |

- L'Angleterre est qualifiée.
- L'Ukraine est barragiste.

## Résultats et calendrier
Le calendrier des matchs de ce groupe a été effectué le 14 janvier 2008 à Zagreb, Croatie.
| 20 août 2008 | Kazakhstan                       | 3 – 0 | Andorre | Stade central, Almaty                            |                                                  |
| 21:00 UTC+6  | Ostapenko 14e 30e · Ouzdenov 44e |       |         | Spectateurs : 7 700 Arbitrage : Veaceslav Banari | Spectateurs : 7 700 Arbitrage : Veaceslav Banari |
| 21:00 UTC+6  | Rapport                          |       |         | Spectateurs : 7 700 Arbitrage : Veaceslav Banari | Spectateurs : 7 700 Arbitrage : Veaceslav Banari |

| 6 septembre 2008 | Ukraine                  | 1 – 0 | Biélorussie | Stade Ukraine, Lviv                             |                                                 |
| 20:00 UTC+3      | Chevtchenko 90+4e (pen.) |       |             | Spectateurs : 24 000 Arbitrage : Nicola Rizzoli | Spectateurs : 24 000 Arbitrage : Nicola Rizzoli |
| 20:00 UTC+3      | Rapport                  |       |             | Spectateurs : 24 000 Arbitrage : Nicola Rizzoli | Spectateurs : 24 000 Arbitrage : Nicola Rizzoli |

| 6 septembre 2008 | Andorre | 0 – 2 | Angleterre      | Stade olympique de Montjuic, Barcelone (Espagne) |                                               |
| 20:00 UTC+2      |         |       | J. Cole 49e 55e | Spectateurs : 10 300 Arbitrage : Cuneyt Cakir    | Spectateurs : 10 300 Arbitrage : Cuneyt Cakir |
| 20:00 UTC+2      | Rapport |       |                 | Spectateurs : 10 300 Arbitrage : Cuneyt Cakir    | Spectateurs : 10 300 Arbitrage : Cuneyt Cakir |

| 6 septembre 2008 | Croatie                                | 3 – 0 | Kazakhstan | Stade Maksimir, Zagreb                              |                                                     |
| 20:15 UTC+2      | N. Kovač 13e · Modrić 36e · Petrić 81e |       |            | Spectateurs : 17 424 Arbitrage : Stefan Johannesson | Spectateurs : 17 424 Arbitrage : Stefan Johannesson |
| 20:15 UTC+2      | Rapport                                |       |            | Spectateurs : 17 424 Arbitrage : Stefan Johannesson | Spectateurs : 17 424 Arbitrage : Stefan Johannesson |

| 10 septembre 2008 | Kazakhstan    | 1 – 3 | Ukraine                             | Stade central, Almaty                        |                                              |
| 22:00 UTC+6       | Ostapenko 68e |       | Nazarenko 45e 80e · Chevtchenko 54e | Spectateurs : 17 000 Arbitrage : Felix Brych | Spectateurs : 17 000 Arbitrage : Felix Brych |
| 22:00 UTC+6       | Rapport       |       |                                     | Spectateurs : 17 000 Arbitrage : Felix Brych | Spectateurs : 17 000 Arbitrage : Felix Brych |

| 10 septembre 2008 | Andorre          | 1 – 3 | Biélorussie                                    | Comunal, Andorre-la-Vieille               |                                           |
| 19:00 UTC+2       | Pujol 67e (pen.) |       | Verkhawtsow 37e · Radzivonaw 79e · V. Hleb 90e | Spectateurs : 600 Arbitrage : Simon Evans | Spectateurs : 600 Arbitrage : Simon Evans |
| 19:00 UTC+2       | Rapport          |       |                                                | Spectateurs : 600 Arbitrage : Simon Evans | Spectateurs : 600 Arbitrage : Simon Evans |

| 10 septembre 2008 | Croatie       | 1 – 4 | Angleterre                       | Stade Maksimir, Zagreb                        |                                               |
| 21:00 UTC+2       | Mandžukić 78e |       | Walcott 26e 59e 82e · Rooney 63e | Spectateurs : 35 218 Arbitrage : Ľuboš Micheľ | Spectateurs : 35 218 Arbitrage : Ľuboš Micheľ |
| 21:00 UTC+2       | Rapport       |       |                                  | Spectateurs : 35 218 Arbitrage : Ľuboš Micheľ | Spectateurs : 35 218 Arbitrage : Ľuboš Micheľ |

| 11 octobre 2008 | Angleterre                                                      | 5 – 1 | Kazakhstan  | Stade de Wembley, Londres                      |                                                |
| 17:15 UTC+1     | Ferdinand 52e · Koutchma 64e (csc) · Rooney 76e 86e · Defoe 90e |       | Kökeïev 68e | Spectateurs : 89 107 Arbitrage : Paul Allaerts | Spectateurs : 89 107 Arbitrage : Paul Allaerts |
| 17:15 UTC+1     | Rapport                                                         |       |             | Spectateurs : 89 107 Arbitrage : Paul Allaerts | Spectateurs : 89 107 Arbitrage : Paul Allaerts |

| 11 octobre 2008 | Ukraine | 0 – 0 | Croatie | Stade Metalist, Kharkiv                         |                                                 |
| 20:00 UTC+3     |         |       |         | Spectateurs : 38 500 Arbitrage : Eric Braamhaar | Spectateurs : 38 500 Arbitrage : Eric Braamhaar |
| 20:00 UTC+3     | Rapport |       |         | Spectateurs : 38 500 Arbitrage : Eric Braamhaar | Spectateurs : 38 500 Arbitrage : Eric Braamhaar |

| 15 octobre 2008 | Croatie                                        | 4 – 0 | Andorre | Stade Maksimir, Zagreb                      |                                             |
| 20:15 UTC+2     | Rakitić 16e 87e (pen.) · Olić 32e · Modrić 75e |       |         | Spectateurs : 14 441 Arbitrage : Istvan Vad | Spectateurs : 14 441 Arbitrage : Istvan Vad |
| 20:15 UTC+2     | Rapport                                        |       |         | Spectateurs : 14 441 Arbitrage : Istvan Vad | Spectateurs : 14 441 Arbitrage : Istvan Vad |

| 15 octobre 2008 | Biélorussie | 1 – 3 | Angleterre                   | Stade Dynamo, Minsk                          |                                              |
| 21:30 UTC+3     | Sitko 28e   |       | Gerrard 11e · Rooney 50e 74e | Spectateurs : 29 600 Arbitrage : Terje Hauge | Spectateurs : 29 600 Arbitrage : Terje Hauge |
| 21:30 UTC+3     | Rapport     |       |                              | Spectateurs : 29 600 Arbitrage : Terje Hauge | Spectateurs : 29 600 Arbitrage : Terje Hauge |

| 1er avril 2009 | Kazakhstan    | 1 – 5 | Biélorussie                                                         | Stade central, Almaty                      |                                            |
| 20:30 UTC+6    | Abdoûline 10e |       | A. Hleb 47e · Kalatchow 53e, 63e · Stassevitch 57e · Radzivonaw 88e | Spectateurs : 19 000 Arbitrage : Jiri Jech | Spectateurs : 19 000 Arbitrage : Jiri Jech |
| 20:30 UTC+6    | Rapport       |       |                                                                     | Spectateurs : 19 000 Arbitrage : Jiri Jech | Spectateurs : 19 000 Arbitrage : Jiri Jech |

| 1er avril 2009 | Andorre | 0 – 2 | Croatie                   | Comunal, Andorre-la-Vieille                      |                                                  |
| 20:30 UTC+2    |         |       | Klasnić 15e · Eduardo 35e | Spectateurs : 1 100 Arbitrage : Leontios Trattou | Spectateurs : 1 100 Arbitrage : Leontios Trattou |
| 20:30 UTC+2    | Rapport |       |                           | Spectateurs : 1 100 Arbitrage : Leontios Trattou | Spectateurs : 1 100 Arbitrage : Leontios Trattou |

| 1er avril 2009 | Angleterre             | 2 – 1 | Ukraine         | Stade de Wembley, Londres                        |                                                  |
| 20:00 UTC+1    | Crouch 29e · Terry 85e |       | Chevtchenko 74e | Spectateurs : 87 548 Arbitrage : Claus Bo Larsen | Spectateurs : 87 548 Arbitrage : Claus Bo Larsen |
| 20:00 UTC+1    | Rapport                |       |                 | Spectateurs : 87 548 Arbitrage : Claus Bo Larsen | Spectateurs : 87 548 Arbitrage : Claus Bo Larsen |

| 6 juin 2009 | Kazakhstan | 0 – 4 | Angleterre                                                        | Stade central, Almaty                               |                                                     |
| 21:00 UTC+6 |            |       | Gareth Barry 40e · Heskey 45+1e · Rooney 72e · Lampard 77e (pen.) | Spectateurs : 24 000 Arbitrage : Kristinn Jakobsson | Spectateurs : 24 000 Arbitrage : Kristinn Jakobsson |
| 21:00 UTC+6 | Rapport    |       |                                                                   | Spectateurs : 24 000 Arbitrage : Kristinn Jakobsson | Spectateurs : 24 000 Arbitrage : Kristinn Jakobsson |

| 6 juin 2009 | Croatie                | 2 – 2 | Ukraine                   | Stade Maksimir, Zagreb                       |                                              |
| 20:15 UTC+2 | Petric 2e · Modrić 68e |       | Chevtchenko 13e · Gaï 54e | Spectateurs : 32 073 Arbitrage : Terje Hauge | Spectateurs : 32 073 Arbitrage : Terje Hauge |
| 20:15 UTC+2 | Rapport                |       |                           | Spectateurs : 32 073 Arbitrage : Terje Hauge | Spectateurs : 32 073 Arbitrage : Terje Hauge |

| 6 juin 2009 | Biélorussie                                           | 5 – 1 | Andorre           | Stade Dynamo, Minsk                           |                                               |
| 19:00 UTC+3 | Blizniouk 2e 75e · Kalatchow 44e · Karnilenka 50e 65e |       | Lima 90+3e (pen.) | Spectateurs : 8 500 Arbitrage : Robert Kranjc | Spectateurs : 8 500 Arbitrage : Robert Kranjc |
| 19:00 UTC+3 | Rapport                                               |       |                   | Spectateurs : 8 500 Arbitrage : Robert Kranjc | Spectateurs : 8 500 Arbitrage : Robert Kranjc |

| 10 juin 2009 | Angleterre                                               | 6 – 0 | Andorre | Stade de Wembley, Londres                    |                                              |
| 20:15 UTC+1  | Rooney 4e 38e · Lampard 29e · Defoe 73e 75e · Crouch 80e |       |         | Spectateurs : 57 897 Arbitrage : Bas Nijhuis | Spectateurs : 57 897 Arbitrage : Bas Nijhuis |
| 20:15 UTC+1  | Rapport                                                  |       |         | Spectateurs : 57 897 Arbitrage : Bas Nijhuis | Spectateurs : 57 897 Arbitrage : Bas Nijhuis |

| 10 juin 2009 | Ukraine           | 2 – 1 | Kazakhstan      | Lobanovsky Dynamo Stadium, Kiev               |                                               |
| 20:00 UTC+3  | Nazarenko 33e 47e |       | Nösserbaïev 19e | Spectateurs : 11 500 Arbitrage : Bruno Paixão | Spectateurs : 11 500 Arbitrage : Bruno Paixão |
| 20:00 UTC+3  | Rapport           |       |                 | Spectateurs : 11 500 Arbitrage : Bruno Paixão | Spectateurs : 11 500 Arbitrage : Bruno Paixão |

| 12 août 2009 | Biélorussie     | 1 – 3 | Croatie                    | Stade Dynamo, Minsk                          |                                              |
| 20:15 UTC+3  | Verkhawtsow 81e |       | Olić 22e 83e · Eduardo 69e | Spectateurs : 21 651 Arbitrage : Felix Brych | Spectateurs : 21 651 Arbitrage : Felix Brych |
| 20:15 UTC+3  | Rapport         |       |                            | Spectateurs : 21 651 Arbitrage : Felix Brych | Spectateurs : 21 651 Arbitrage : Felix Brych |

| 5 septembre 2009 | Ukraine                                                                                        | 5 – 0 | Andorre | Lobanovsky Dynamo Stadium, Kiev                  |                                                  |
| 16:00 UTC+3      | Iarmolenko 18e · Milewski 45+2e 90+1e (pen.) · Chevtchenko 72e (pen.) · Selezniov 90+5e (pen.) |       |         | Spectateurs : 14 870 Arbitrage : Andrejs Sipailo | Spectateurs : 14 870 Arbitrage : Andrejs Sipailo |
| 16:00 UTC+3      | Rapport                                                                                        |       |         | Spectateurs : 14 870 Arbitrage : Andrejs Sipailo | Spectateurs : 14 870 Arbitrage : Andrejs Sipailo |

| 5 septembre 2009 | Croatie     | 1 – 0 | Biélorussie | Stade Maksimir, Zagreb                         |                                                |
| 20:30 UTC+2      | Rakitić 24e |       |             | Spectateurs : 25 628 Arbitrage : Konrad Plautz | Spectateurs : 25 628 Arbitrage : Konrad Plautz |
| 20:30 UTC+2      | Rapport     |       |             | Spectateurs : 25 628 Arbitrage : Konrad Plautz | Spectateurs : 25 628 Arbitrage : Konrad Plautz |

| 9 septembre 2009 | Angleterre                                           | 5 – 1 | Croatie     | Wembley Stadium, Londres                         |                                                  |
| 20:00 UTC+1      | Lampard 7e (pen.) 59e · Gerrard 18e 67e · Rooney 77e |       | Eduardo 71e | Spectateurs : 87 319 Arbitrage : Alberto Undiano | Spectateurs : 87 319 Arbitrage : Alberto Undiano |
| 20:00 UTC+1      | Rapport                                              |       |             | Spectateurs : 87 319 Arbitrage : Alberto Undiano | Spectateurs : 87 319 Arbitrage : Alberto Undiano |

| 9 septembre 2009 | Biélorussie | 0 – 0 | Ukraine | Stade Dynamo, Minsk                            |                                                |
| 20:00 UTC+3      |             |       |         | Spectateurs : 21 727 Arbitrage : Viktor Kassai | Spectateurs : 21 727 Arbitrage : Viktor Kassai |
| 20:00 UTC+3      | Rapport     |       |         | Spectateurs : 21 727 Arbitrage : Viktor Kassai | Spectateurs : 21 727 Arbitrage : Viktor Kassai |

| 9 septembre 2009 | Andorre     | 1 – 3 | Kazakhstan                          | Comunal, Andorre-la-Vieille                    |                                                |
| 20:00 UTC+2      | Sonejee 70e |       | Khijnitchenko 14e 35e · Baltiev 29e | Spectateurs : 510 Arbitrage : Albert Toussaint | Spectateurs : 510 Arbitrage : Albert Toussaint |
| 20:00 UTC+2      | Rapport     |       |                                     | Spectateurs : 510 Arbitrage : Albert Toussaint | Spectateurs : 510 Arbitrage : Albert Toussaint |

| 10 octobre 2009 | Biélorussie                                      | 4 – 0 | Kazakhstan | Complexe sportif régional de Brest, Brest     |                                               |
| 18:00 UTC+3     | Bardatchow 23e · Kalatchow 69e 90+3e · Kovel 86e |       |            | Spectateurs : 10 000 Arbitrage : Saïd Ennjimi | Spectateurs : 10 000 Arbitrage : Saïd Ennjimi |
| 18:00 UTC+3     | Rapport                                          |       |            | Spectateurs : 10 000 Arbitrage : Saïd Ennjimi | Spectateurs : 10 000 Arbitrage : Saïd Ennjimi |

| 10 octobre 2009 | Ukraine       | 1 – 0 | Angleterre | Dnipro Arena, Dnipropetrovsk                   |                                                |
| 19:15 UTC+3     | Nazarenko 29e |       |            | Spectateurs : 31 000 Arbitrage : Damir Skomina | Spectateurs : 31 000 Arbitrage : Damir Skomina |
| 19:15 UTC+3     | Rapport       |       |            | Spectateurs : 31 000 Arbitrage : Damir Skomina | Spectateurs : 31 000 Arbitrage : Damir Skomina |

| 14 octobre 2009 | Angleterre                          | 3 – 0 | Biélorussie | Stade de Wembley, Londres                                |                                                          |
| 20:00 UTC+1     | Crouch 3e 75e · Wright-Phillips 59e |       |             | Spectateurs : 76 897 Arbitrage : Lucilio Cardoso Batista | Spectateurs : 76 897 Arbitrage : Lucilio Cardoso Batista |
| 20:00 UTC+1     | Rapport                             |       |             | Spectateurs : 76 897 Arbitrage : Lucilio Cardoso Batista | Spectateurs : 76 897 Arbitrage : Lucilio Cardoso Batista |

| 14 octobre 2009 | Kazakhstan        | 1 – 2 | Croatie                        | Astana Arena, Astana                               |                                                    |
| 21:30 UTC+6     | Khijnitchenko 26e |       | Vukojevic 10e · Kranjčar 90+3e | Spectateurs : 10 250 Arbitrage : Claudio Circhetta | Spectateurs : 10 250 Arbitrage : Claudio Circhetta |
| 21:30 UTC+6     | Rapport           |       |                                | Spectateurs : 10 250 Arbitrage : Claudio Circhetta | Spectateurs : 10 250 Arbitrage : Claudio Circhetta |

| 14 octobre 2009 | Andorre | 0 – 6 | Ukraine                                                                                         | Comunal, Andorre-la-Vieille                 |                                             |
| 17:30 UTC+2     |         |       | Chevtchenko 22e · Houssiev 61e · Lima 70e (csc) · Rakitsky 80e · Selezniov 81e · Iarmolenko 83e | Spectateurs : 820 Arbitrage : Craig Thomson | Spectateurs : 820 Arbitrage : Craig Thomson |
| 17:30 UTC+2     | Rapport |       |                                                                                                 | Spectateurs : 820 Arbitrage : Craig Thomson | Spectateurs : 820 Arbitrage : Craig Thomson |